# Kisdemeter község
Kisdemeter község (románul: Comuna Dumitrița) község Beszterce-Naszód megyében, Romániában. Központja Kisdemeter, beosztott falvai Felsőbudak, Rágla.

## Népessége
A 2011-es népszámlálás adatai alapján a község népessége 2730 fő volt.

## Története
2002-ben vált ki Cetate községből és vált önálló községgé.